# Ceresamadine
De ceresamadine of ceresastrild (Aidemosyne modesta synoniem: Neochmia modesta) is een klein vogeltje uit de familie van de prachtvinken (Estrildidae).

## Kenmerken
De ceresamadine heeft een bruine bovenzijde, de vleugels zijn donkerder bruin met een donkergroene waas en witte vlekjes.
De onderzijde is wit, de flanken zijn bruin gestreept. De kop heeft een rode vlek op het voorhoofd en een zwarte kinvlek. Het vrouwtje heeft een kleinere voorhoofdvlek en de kinvlek ontbreekt. De totale lengte, van kop tot puntje van de staart, is 10 centimeter.

## Verspreiding en leefgebied
Deze soort is oorspronkelijk afkomstig uit Oost-Australië van Queensland tot Victoria.

## Verzorging
Deze vrij kostbare vogels worden niet zo vaak in gevangenschap gehouden, daar ze ook moeilijk te acclimatiseren zijn. Het menu bestaat uit kanariezaad, wit en geel milletzaad en kleingesneden meelwormen. Daarnaast moet drinkwater, grit en maagkiezel altijd ter beschikking staan.